# Адамовка (Николаевская область)
Ада́мовка (укр. Ада́мівка) — село в Первомайском районе Николаевской области Украины.
Основано в 1923 году. Население по переписи 2001 года составляло 598 человек. Почтовый индекс — 56316. Телефонный код — 5135. Занимает площадь 1,44 км².

## Местный совет
56316, Николаевская обл., Врадиевский р-н, с. Адамовка, ул. Центральная, 31